# Mafonso
Alfonso Marino, conosciuto come Mafonso (Frattaminore, 12 novembre 1948 – Caserta, 6 novembre 2019), è stato un pittore italiano.

## Produzione artistica

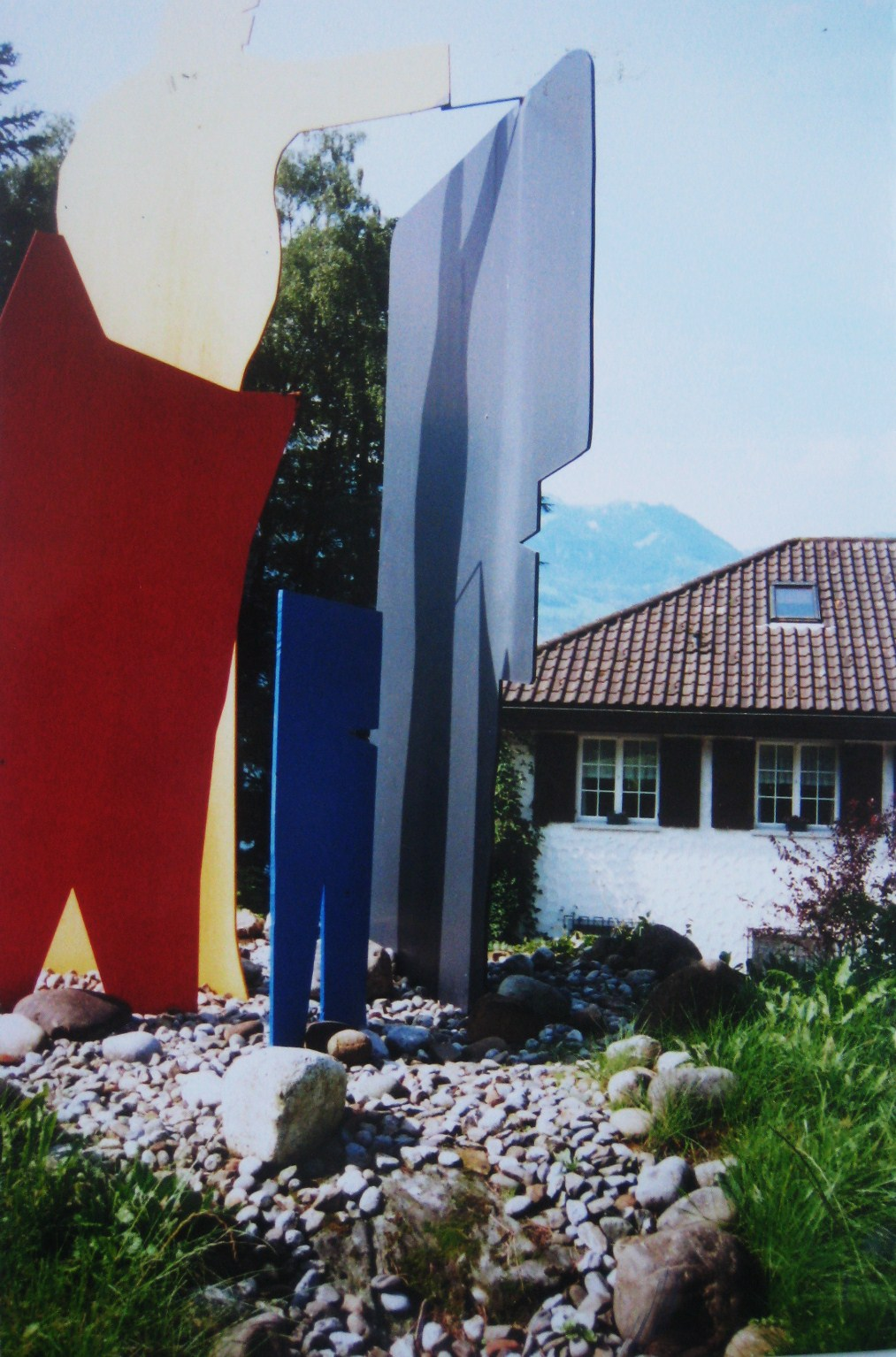
Scultura a Gersau (2004)

Ad una prima fase stilistica dalle tendenze informali e da una cupa monocromia, segue un momentaneo accostamento alla Transavanguardia, ed infine un periodo caratterizzato da una maggiore ricerca luministica. Di Mafonso si ricordano soprattutto alcuni cicli pittorici, quali Prime nevi sul dopo 2000 (1983), Make-Make (1988-90), Nevicate acide (1993-97), una ripresa del ciclo del 1983, e Vanno tutti verso il nulla (1998-2000). In questi ultimi due in particolare l'ironia dell'artista lascia spazio ad una vena più polemica verso i disastri ambientali degli ultimi decenni.
Altro filone è quello evocativo del modello estetico classico della pittura vascolare della Magna Graecia.
Fu uno dei fondatori del gruppo Cosa Mentale.
Ha realizzato sculture in acciaio Corten a Capua (Dimore) e Gersau.

## Esposizioni
Espone per la prima volta (1976) con una personale dal titolo Comportamento del segno  presso la galleria romana Agenzia d’Arte Moderna di Paolo Sprovieri. Nel 1982 espone il ciclo di opere dal titolo Le grandi strade piene presso il museo municipale di Saint-Paul de Vence (Nizza).
A Milano (1983-1984) presso la galleria Studio Ennesse di Nino Soldano la personale dal titolo Racconti solari.
A Basilea, Art Basel 13 84 esposizione personale (galleria Soligo). e Sapere Sapore (L’Arte Italiana dal 45 ad oggi) Castello di Baia, Bacoli.
In Roma (1985) Mosaico Mosaico, 5 mosaici 5 artisti (Mario Schifano, Tano Festa, Cesare Berlingeri, Parres, Mafonso) presso la galleria Studio Soligo.
Nel 1986  Racconti simbad lune  (Galleria d'Arte Moderna di Paternò, galleria artual Barcellona).
Organizzata dal CONI (1986) 45 pittori raccontano lo sport  presso Foro Italico Roma
Ancora nel 1986 partecipa a Un panorama di tendenze Castel Sant'Angelo Roma a cura di Luciano Luisi - edizione Newton Compton e Orsa Maggiore Mostra nazionale d'arte contemporanea a Termoli, galleria civica d'arte contemporanea, 1986.
All'inizio degli anni 90, espone il ciclo di opere MAKE MAKE presso la galleria Lamagneire in Parigi e alla Foire Internationale d'Art Contemporain (FIAC), (Grand Palais Parigi) e realizza il libro d'artista (Mafonso__Livre d'artiste avec texte de Gerard Barriere__Make-Make Mais quel Secret?) editore: Sine Invest (1990).
Nel 2001 installa davanti alla reggia di Caserta una vela alta 12 m (Plus Ultra) su cui sono dipinti dei blocchi bianchi (Isole di tempo), quale indice di riflessione per gli attentati dell'11 settembre 2001 alle torri gemelle di New York.
Nello stesso anno è invitato ad esporre insieme ad Angel Orensanz durante il programma del Seminario tenutosi al Belvedere di San Leucio, Scavare il futuro: nuovi spazi antichi / a cura di Elmar Zorn e della Città di Caserta, Assessorato alla cultura 13 gennaio 2001.
Nel 2003 è stato invitato ad esporre nella collettiva internazionale Mitologie del presente in Firenze presso la galleria d'arte contemporanea Varart. (Carlo Alfano, Guido Biasi, Marco Brandizzi, Lucio Del Pezzo, Andrea Della Rossa, Bruno Di Bello, Jan Dibbets, Gerardo Dicrola, Aldo Gentilini, Ray Johnson, Mafonso, Riko Mikesca, Hidetoshi Nagasawa, Hermann Nitsch, Dennis Oppenheim, Vettor Pisani, Fabrizio Plessi, Michele Zaza) e Un anfiteatro per la Pace. Stendardi d’Artista presso GALLERIA DELLE ARTI CONTEMPORANEE Ex Cenobio Sant'Agostino (progetti) e Piazza Dante Caserta (Carla Accardi, Arcangelo Esposito, Angelo Bellobono, Elisabetta Benassi, Dafni&Papadatos, Gianni Dessì, Francesco Impellizzeri, Jannis Kounellis, H.H. Lim, Mafonso, Luigi Mainolfi, Fabio Mauri, Sukran Moral, Hidetoshi Nagasawa, Michele Zaza).
Nel 2004 espone con una mostra personale Tempi anni deserti (Fondazione Orestiadi di Gibellina, Palazzo dei Capitani del Popolo, Ascoli Piceno).
Nel 2005 ha partecipato alle collettive Pittori figurativi italiani della seconda metà del xx secolo, presso il Lazzaretto di Ancona e curata da Armando Ginesi, e 13x17: 1000 artisti per un'indagine eccentrica sull'arte in Italia, curata a Venezia da Philippe Daverio.
Nel 2008 è tra gli artisti invitati alla mostra di gruppo Napoli Capitale dell'Arte - presenze dagli anni cinquanta ad oggi  Fondazione Sorrento (Villa Fiorentino-Sorrento) (Renato Barisani, Domenico Spinosa, Mario Persico, Lucio Del Pezzo, Salvatore Emblema, Mafonso, Crescenzo Del Vecchio, Enzo Esposito, Ernesto Tatafiore, Mimmo Paladino, Nino Longobardi, Sergio Fermariello, Angelo Casciello).
Nel 2011 partecipa alla mostra Lo Stato dell'Arte Regioni D'Italia-Campania a cura di Vittorio Sgarbi edizione Skira (Pontecagnano, Salerno).
Nel 2013 realizza la mostra personale MAFONSO. di_segni - works 2013  presso dirartecontemporanea 2.0 gallery  (mostra modalità virtuale).
Nello stesso anno è stato il vincitore del concorso internazionale Underground (sezione libera).
Nel 2014 espone presso il Castello Medievale di Sperlinga nell'ambito della mostra A sud del pensiero: ri-tratti mediterranei. Omaggio a Carla Accardi.
Nel 2016 è tra gli artisti per l'esposizione Friends presso box dirartecontemporanea 2.0 (Luigi Auriemma, Antonio Biasiucci, Arturo Casanova, Piero Chiariello, Francesco Cocco, Bruno Fermariello, Mariano Filippetta, Regina José Galindo, Claudia Jares, Nino Longobardi, Mafonso, Evelia Mormolejo Maria, Paul Ondit, Gloria Pastore) e Maremitovita quale evento ufficiale dello Yacht Med Festival (esposizione degli artisti Mafonso e Mariano Filippetta presso la Pinacoteca Comunale di Gaeta).
2018 Museo d'arte contemporanea Donnaregina (MADRE) Napoli Mafonso in Per_formare una collezione.

## Opere in musei
Sue opere sono conservate al Museo d'arte dell'Otto e del Novecento di Rende, alla Galleria d'arte moderna di Paternò, al Museo d'Arte delle Generazioni Italiane del '900 di Pieve di Cento  alla Pinacoteca metropolitana di Bari ed al Museo d'arte contemporanea Donnaregina (MADRE) Per_formareunacollezione Napoli.